# Misogynie
Misogynie (někdy též mizogynie) obecně označuje nenávist, pohrdání nebo předsudky vůči ženám. Misogynie na sebe může brát mnoho podob a forem, jakými jsou například sociální vyloučení, přímá nebo nepřímá diskriminace, hostilita, androcentrismus, patriarchát, ponižování, podceňování nebo omezování žen, násilí na ženách nebo jejich sexuální objektifikace.
Termín pochází z řečtiny, ze slov μισεῖν (misein, nenávidět) a γυνή (gyné, žena).